# Beleg van Leiden (1420)
Het Beleg van Leiden in 1420 was een episode uit de Hoekse en Kabeljauwse twisten.
Tijdens de Hoekse en Kabeljauwse twisten had de burggraaf van Leiden loyaliteit betuigd aan de dochter van graaf Willem VI, Jacoba van Beieren. Haar oom Jan van Beieren (ook Jan zonder Genade genoemd) claimde echter met succes de opvolging van Willem VI. Slechts weinig edelen en weinig steden, waaronder Leiden, bleven Jacoba van Beieren wel trouw. Op 15 april 1420 werd een nieuw "Hoeks verbond" getekend met als belangrijkste ondertekenaar bisschop Frederik van Blankenheim, Filips van Wassenaar hoopte zo sterker te staan en bijval te krijgen tegenover Jan van Beieren.

## Verloop
Op 17 juni 1420 trok hertog Jan van Beieren met zijn leger vanaf Gouda op richting Leiden om de stad te veroveren. Het leger was goed uitgerust en beschikte over enkele kanonnen, er was zelfs speciaal vanuit Henegouwen per schip een groot kanon aangevoerd. Burggraaf Filips van Wassenaar en de andere lokale Hoekse edelen veronderstelden dat de hertog eerst Leiden zou belegeren, om dan tijdens de belegering kleine eenheden uit te zenden naar de omringende burchten.
De burchten waren echter versterkt en hadden een goede bezetting, dus koos Jan van Beieren ervoor om met zijn geschut eerst deze burchten aan te vallen. Door het beschieten van de muren en poorten wisten de troepen de burchten een voor een te verzwakken. De kastelen waren totaal niet bestand tegen dit geweld en binnen een week veroverde Jan van Beieren de kastelen Poelgeest, Ter Does, Hoichmade, de Zijl, ter Waerd, Warmond en de Paddenpoel.
Al op 24 juni verscheen het leger van de hertog voor de stadsmuren van Leiden. Op 17 augustus 1420, na een belegering van twee maanden, gaf de stad zich over aan Jan van Beieren. Burggraaf Filips van Wassenaar werd van al zijn ambten en rechten ontdaan en sleet zijn laatste jaren in gevangenschap.